# Zabrđe (Sjenica)
Zabrđe (Servisch cyrillisch Забрђе) is een plaats in de Servische gemeente Sjenica. De plaats telt 50 inwoners (2002).